# Opération Raisins de la Colère
Pour les articles homonymes, voir Les Raisins de la colère (homonymie).
L'opération militaire israélienne au Sud-Liban en 1996, appelé par Israël opération Raisins de la Colère, est une opération de grande envergure déclenchée en avril 1996, d'une durée de 16 jours, visant dans un premier temps les forces du Hezbollah au Liban du Sud puis des infrastructures civiles sur différentes parties du territoire libanais. Le bombardement de Cana, une installation de l'ONU touchée par les obus israéliens, a entraîné la mort de 118 civils libanais ; ce drame constitue un des moments les plus marquants du conflit. Le but déclaré de l'intervention israélienne était de faire cesser les tirs de lance-roquettes multiple du Hezbollah contre des villes du nord d'Israël.
L'armée de l'air israélienne largue en 16 jours plus de 25 000 bombes au cours de plus de 1 100 raids sur le territoire libanais. Ces bombardements ont fait 175 morts et 351 blessés, pour l'essentiel des civils, et ont jeté sur les routes du Liban plus de 300 000 réfugiés. Le nord d'Israël est visé par 639 roquettes du Hezbollah, sans faire de mort.
À la suite de la médiation de la France et des États-Unis, un cessez-le-feu est conclu le 27 avril 1996 pour empêcher davantage de victimes civiles.
Cette intervention militaire est considérée comme un échec pour Israël.

## Contexte de l'escalade
L'opération se produit alors que le Sud-Liban est occupé par Israël depuis 1978, sur une superficie de 700 km2 entre 1978 et 1982, puis de 1 200 km2 soit 10% du Liban, de 1982 à 2000. Ce territoire, que l'État hébreu appelle «zone de sécurité», est habité par 200 000 civils libanais, et contrôlé militairement par des supplétifs de l'armée israélienne, qui forment l'Armée du Liban sud. Par cette zone dite "de sécurité" ou zone tampon, Israël cherche à maintenir la guérilla en dehors de son propre territoire.
Le Liban est aussi, de fait, sous tutelle syrienne. Le Hezbollah libanais, milice islamiste pro-iranienne, est dans une large mesure contrôlé par la Syrie de Hafez el-Assad, qui maintient une présence militaire dans le pays de 35 000 soldats en 1996 ; cette occupation militaire commence en 1976, et se poursuit jusqu'en 2005. La Syrie instrumentalise le Hezbollah, « sa carte maîtresse » dans le cadre de négociations plus larges entre la Syrie et Israël ; la milice armée qui harcèle l'armée israélienne au Sud-Liban lui sert à faire pression sur Israël.
En avril 1996, Israël déjà intervenu militairement au Liban en 1978, 1982, 1993, intervient dans un contexte interne particulier. Shimon Peres est Premier ministre d'Israël et souhaite retrouver les faveurs de l'opinion publique israélienne : d'une part, une série d'attentats-suicides meurtriers commis par le Hamas à Jérusalem fin février 1996 et à Tel Aviv début mars 1996 ont fait 50 victimes civiles ; d'autre part, il doit affronter lors des élections fixées au 29 mai 1996 le nouveau leader du puissant parti de droite le Likoud, Benyamin Netanyahou. Des tirs de roquette du Hezbollah depuis le Sud-Liban « compliquent la situation », selon P.R. Kumaraswamy. L'opposition israélienne se déchaîne. La droite conservatrice et religieuse accuse le gouvernement d’avoir négligé la sécurité de la population civile israélienne habitant à proximité de la frontière libanaise et exposée aux tirs répétés de katiouchas du Hezbollah, notamment à Kyriet Shemona, petite ville de 20 000 habitants tout au nord d'Israël.
Selon le spécialiste du Moyen-Orient P.R. Kumaraswamy le Hezbollah a intensifié ses tirs « en réponse au meurtre présumé par Israël de deux enfants libanais à l'intérieur de ce qu'Israël appelle sa "zone de sécurité" ». Durant une période de 16 jours courant mars 1996, les combattants du Hezbollah parviennent à tuer six soldats israéliens et à en blesser 26 autres dans la zone de sécurité ou à proximité. Par ailleurs le 30 mars, deux hommes sont tués par un blindé de l’armée israélienne à Yater au Liban,. Le 8 avril deux enfants libanais sont tués en bordure de la zone de sécurité et le lendemain, la réplique du Hezbollah blesse 13 autres personnes en Galilée.
L’état-major de l'armée israélienne annonce le 10 avril le déclenchement de l’opération contre le Liban qui commence le lendemain.

## Objectifs

### Objectifs officiels
Shimon Peres déclare « que les objectifs de l’offensive sont de faire pression sur les gouvernements du Liban et de la Syrie — le dirigeant de facto du Liban et le superviseur du Hezbollah — pour qu’ils freinent la guérilla » et dès le premier jour de cette offensive, Ehud Barak annonce que « Le Liban doit exercer sa souveraineté et procéder au désarmement du Hezbollah ». Militairement, le principal objectif est de détruire les capacités militaires du Hezbollah et les empêcher de tirer des Katiousha.

### Réponses
Face à la pression des objectifs du gouvernement israélien, le premier ministre libanais, Rafiq Hariri, répond « que ce serait un suicide politique que le gouvernement réprime le Hezbollah alors que le groupe est considéré comme héroïque pour avoir résisté à 12 ans d’occupation israélienne d’une « zone de sécurité » de 15 kilomètres de large dans le sud du Liban ».

## Déroulement de l'opération

### Bombardements par l'aviation israélienne
L’opération militaire israélienne est massive. Des bombardements intensifs font intervenir l’aviation avec plus de 1 000 raids, la marine, l’artillerie et des hélicoptères ; il n’y a pas d’intervention des troupes israéliennes au sol. Les cibles sont dans un premier temps les installations du Hezbollah et de ses combattants dans le sud du Liban et dans la Bekaa. L'armée israélienne cible ensuite les installations et les infrastructures civiles et économiques du Liban sur tout le territoire, y compris à Tyr, à Beyrouth, et jusqu’à Tripoli, détruisant des routes, des ponts, des installations portuaires et les centrales électriques alimentant la capitale. Ces destructions conduisent le premier ministre libanais, Hariri, à déclarer que l'objectif d'Israël est de détruire l'économie de son pays.
25 000 bombes sont larguées par l'armée israélienne sur le territoire libanais. Ces bombardements s'accompagnent de victimes civiles dont trois événements majeurs feront basculer l'opinion. Celui de l'attaque de Mansouri (en) est le premier. Ce jour-là, le 13 avril, un hélicoptère israélien détruit une ambulance à quelques kilomètres de Tyr, tuant deux femmes et quatre enfants avec une roquette AGM-114C de fabrication américaine et contredisant les affirmations des officiels israéliens sur la précision des frappes qu'ils qualifient de « chirurgicales » sur des positions chiites,. À ce moment-là, près de 25 civils libanais avaient été tués et 85 autres blessés dans le Sud-Liban. À cela s'ajoute déjà près de 200 000 personnes fuyant les bombardements. Le deuxième bombardement causant la mort de plusieurs civils est l'attaque, encore par hélicoptère, du village de Nabatieh dans lequel 9 civils ont été tués. Le troisième, le plus meurtrier, sera le bombardement de Cana.
De son côté, le Hezbollah aurait lancé sur toute la période du conflit, pas moins de 790 roquettes dont 639 tombés sur le territoire israélien sans faire de mort.
Par la voie de messages radio et télévisés, l’armée israélienne somme la population du Sud-Liban à évacuer les villes et les villages pour isoler et frapper les forces du Hezbollah. Plus de 300 000 habitants sont jetés sur les routes et cherchent refuge vers le nord. L’objectif annoncé par le gouvernement israélien est d’annihiler définitivement la capacité militaire du Hezbollah et de forcer le gouvernement libanais à mettre un terme aux activités des milices sur son territoire. Côté israélien 30 000 personnes évacuent la zone frontalière pour échapper aux attaques du Hezbollah.

### Drame de Cana
Le 18 avril peu après 14 h, des tirs d’artillerie issus de deux batteries israéliennes installées sur la frontière avec le Liban frappent pendant près de quinze minutes un camp de la FINUL (Force intérimaire des Nations unies au Liban) situé à proximité du village de Cana où se trouvaient un bataillon de soldats fidjiens, mais aussi près de 800 civils venus y chercher refuge pour fuir les opérations militaires. Bilan : 118 morts, 150 blessés, presque tous des réfugiés libanais.
Selon Israël, il s'agit d'une erreur de tir. L'ONU contredit cette version des faits : dans une lettre accompagnant le rapport des Nations unies, le secrétaire général de l'ONU écrit : « bien que la possibilité ne puisse être écartée, l'emplacement des impacts dans le secteur de Cana rend improbable que le pilonnage de la base de l'ONU ait été le résultat d'erreurs techniques ou de procédure ».
Ce drame va changer la donne. Les États-Unis, qui avaient jusqu’alors laissé Israël mener son offensive, cherchent désormais une issue négociée au conflit et envoient Warren Christopher, qui arrive sur place le 21 avril. Shimon Peres est de son côté prêt à transiger, la Syrie aussi.

## Initiative française
D’emblée l’opération militaire israélienne a soulevé beaucoup d’émotion et d’interrogations à Paris. Le Président français Jacques Chirac et le Premier ministre libanais Rafiq Hariri avaient des liens personnels étroits. Quelques jours avant le début du conflit, Jacques Chirac avait fait un voyage d’État au Liban et en Égypte. Devant le Parlement libanais il avait insisté sur l’attachement de la France à « l’intégrité territoriale » et à la « souveraineté » du Liban. Lors de son voyage officiel en Égypte, dans un discours prononcé devant les étudiants de l’université du Caire, il avait lancé avec solennité « la nouvelle politique arabe et méditerranéenne de la France ». L’opération militaire israélienne venait ainsi comme un défi aux initiatives diplomatiques de la France dans la région.
C’est dans ce contexte que le Président français décide d’envoyer le ministre des Affaires étrangères Hervé de Charette sur place avec mission « d’obtenir la cessation des combats et de chercher des arrangements qui garantissent la sécurité des populations de part et d’autre de la frontière libanaise » (déclaration d’Alain Juppé devant l’Assemblée nationale le 16 avril 1996). De fait, le ministre français va devoir s’imposer comme médiateur, allant de Tel Aviv à Damas, en passant par Beyrouth et même par Le Caire pendant 13 jours jusqu’à la pleine résolution de la crise, réinventant un exercice de cette shuttle diplomacy chère à Henry Kissinger, mais absente des usages diplomatiques en France.
La médiation française n’allait cependant pas de soi. Les réactions furent plutôt contrastées : pour le Liban en général, et pour Rafiq Hariri personnellement, c’était comme une bouée de sauvetage; à Tel Aviv, au contraire, l’initiative française troublait le jeu ; à Damas, le Président syrien Hafez el-Assad, d’abord hésitant, s’est bientôt montré ouvert aux démarches françaises. Reste l’attitude américaine : Warren Christopher, le secrétaire d’État du Président Bill Clinton, a très mal accueilli les démarches françaises et a cherché de bout en bout à éliminer la France du règlement de la crise. Dans ses mémoires, Jacques Chirac raconte avoir été avisé de bonne source que si la France voulait se mêler de cette négociation, elle « se heurterait à une résistance féroce des États-Unis ».

### Fin du conflit et cessez-le-feu
La négociation était désormais ouverte. Pour l’essentiel elle s’est déroulée à Damas, où Hafez el-Assad s’entretenait aussi bien avec Warren Christopher qu’avec Hervé de Charette. Le refus sans concession du secrétaire d’État américain de s’entendre avec le ministre français et sa volonté « féroce » d’écarter la France du règlement final du conflit ont compliqué les choses mais n’ont pas fait obstacle à une issue positive. Le ministre français avait fait connaître dès le 17 avril dans un projet d’accord les points qui lui paraissaient importants : il fallait un texte écrit, le Hezbollah devait s’engager définitivement à ne plus s’en prendre à la population civile israélienne, de son côté Israël devait prendre des engagements similaires à l’égard des civils vivant au Liban du Sud, enfin il fallait créer un comité pour surveiller et garantir la bonne application de ces engagements, qui comprendrait les pays de la région concernés (Israël, Liban, Syrie) et des pays tiers garants (États-Unis, France). Pour obtenir l’engagement du Hezbollah, l’accord de la Syrie était indispensable, mais il fallait aussi celui de l’Iran. Ce fut l’objet de deux entretiens qu’Hervé de Charette a eu avec le ministre iranien des Affaires étrangères, Ali Akbar Velayati, à l’ambassade de France à Damas.
Au terme de la négociation, l’accord s’est fait sur ces bases, avec un texte rédigé par la délégation américaine, agréé par la France, et accepté par les pays en cause mais gardant un caractère informel, c’est-à-dire non signé par les parties. Le comité, devenu « groupe de surveillance », comprenait les cinq membres ci-dessus évoqués sous la coprésidence de la France et des États-Unis.
L’arrangement ainsi négocié fut présenté à la presse le 26 avril 1996 à 17 h à Tel Aviv par Shimon Peres et Warren Christopher, et à Beyrouth par Rafiq Hariri et Hervé de Charette. Il prenait effet le lendemain à 4 h. Par la suite des dispositions complémentaires concernant le fonctionnement du groupe de surveillance ont été négociées à Washington et agréées par les parties le 12 juillet 1996. Pour Israël, le coût total de l'opération Raisins de la colère s'élève à près de 200 millions de dollars.

### Travail de surveillance jusqu'en 2000
Le groupe de surveillance a commencé ses travaux dès le mois de juillet 1996. Il se réunit à Naqoura, au siège de la FINUL, et est composé de militaires et de diplomates. Ainsi, diplomates et militaires israéliens côtoyaient leurs homologues syriens et libanais. La coprésidence est assurée, avec une rotation tous les cinq mois, par un diplomate américain et un français qui ont collaboré étroitement. Le groupe fonctionne par consensus. Saisi de tout incident, il a la tâche de substituer à l’enchaînement des représailles la reconnaissance des responsabilités et la réaffirmation des engagements pris. Or, il a fonctionné pendant quatre années et il a assuré aux populations civiles du nord d’Israël et celles vivant au sud du Liban une longue période proche de la paix. Toutefois, selon l'historienne Elizabeth Picard, du point de vue du Liban, la présence du Comité de surveillance du cessez-le-feu en juillet 1996 officialisait l'absence de contrôle militaire du Liban en tant qu’État souverain sur sa région sud.
Le groupe de surveillance a cessé de fonctionner quand le gouvernement d’Ehud Barak a décidé le retrait de Tsahal du Sud-Liban et a interrompu sa participation aux travaux du groupe. Par ailleurs, l’échec de négociations entre la Syrie et Israël créait une nouvelle donne et une relation plus tendue entre les deux pays.

## Conséquences politiques
L’opération est considérée comme un échec pour Israël. Ce bilan négatif incite Shimon Peres à envisager un retrait de l'armée israélienne du territoire occupé au Sud-Liban, la zone dite « de sécurité » donnant des motifs au Hezbollah de poursuivre une guérilla contre l’État hébreu. Shimon Peres envisage aussi dans la foulée un retrait du Golan syrien, occupé par Israël depuis 1967.

### En Israël
L'opération a contribué, sur le plan de la politique intérieure israélienne, à la défaite de Shimon Peres aux élections du 29 mai 1996 qui ont vu la victoire sur le fil de Benyamin Netanyahou. En effet, les Arabes israéliens votaient traditionnellement dans leur majorité en faveur du parti travailliste. Cette intervention militaire les a conduit à s’abstenir, permettant la victoire de son opposant par 30 000 voix. Indirectement, cette opération, conçue au départ comme un moyen de renforcer sa position, s’est retournée contre Shimon Peres. Un gouvernement Likoud, qui ne cachait pas son hostilité à l’égard des accords d'Oslo, est mis en place. Cette intervention malencontreuse a eu ainsi non seulement des conséquences de politique intérieure mais a aussi affecté le succès du processus de paix initié en 1993.

### Pour le Hezbollah
Le drame de Cana a précipité la fin des hostilités et accéléré les négociations diplomatiques. Israël n'a pas atteint les objectifs initiaux de l'opération, à savoir l'anéantissement des moyens militaires du Hezbollah au Sud-Liban. Qui plus est, pour Nasrallah et le Hezbollah, cette opération s'est achevée par une quasi reconnaissance internationale, y compris par Israël, de cette organisation comme interlocuteur légitime.

### Pour le Liban
Plusieurs auteurs, suivant en cela les affirmations du premier ministre libanais Rafic Hariri, soulignent que l'un des objectifs de cette opération a pu être de retarder la reprise économique du Liban, plutôt que le fait de forcer les Libanais et les Syriens à contenir le Hezbollah — objectif affiché dans les déclarations officielles israéliennes.